# リプロエージェント
株式会社リプロエージェント（ReproAgent）は、2014年に創業された日本の会社である。代表取締役は勝部元気。女性の活躍を目指す起業に向けて、リプロダクティブヘルス・ライツの視点から経営支援を行う。